# Tyttla

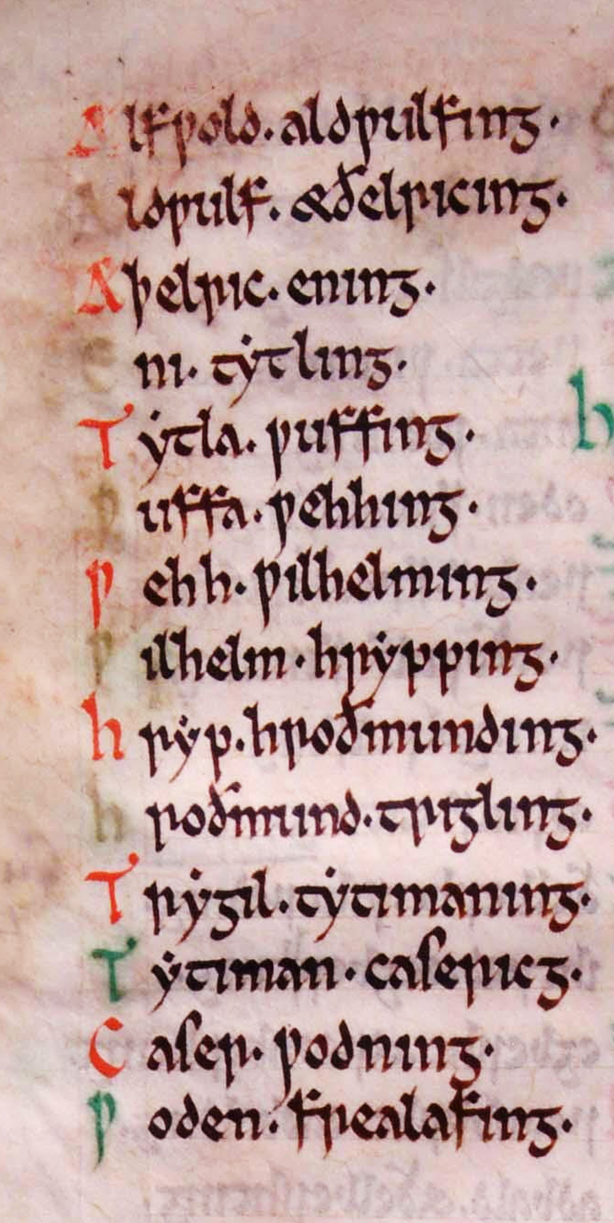
L'ascendance du roi Ælfwald dans le Textus Roffensis. Tyttla apparaît à la cinquième ligne : Tytla·ƿuffinᵹ.

Tyttla ou Tytilus est un membre légendaire de la dynastie des Wuffingas qui aurait régné sur les Angles de l'Est à la fin du VIe siècle.
Il figure dans les généalogies royales de la Collection anglienne comme fils de Wuffa, l'éponyme de la dynastie des Wuffingas, et père d'Eni. Bède le Vénérable ajoute qu'il est le père de Rædwald, le premier roi d'Est-Anglie dont l'existence est historiquement assurée.
D'après le chroniqueur du XIIe siècle Roger de Wendover, le règne de Tyttla aurait commencé en 578, mais il est la seule autorité pour cette date, qui pourrait être une invention de sa part.